# Miroslav Feldman
Miroslav Feldman (Virovitica, 28 dicembre 1899 – Zagabria, 30 maggio 1976) è stato un drammaturgo e poeta croato.
Il meglio dell'opera di Feldman si situa tra la fine della prima guerra mondiale e l'inizio della Seconda. Nel secondo dopoguerra la sua produzione teatrale ebbe un calo, dovuto anche all'inconveniente di esser stato un drammaturgo di successo nel regime precedente.

## Vita e opera
Intraprese gli studi di medicina a Zagabria per continuarli a Vienna. La sua prima pubblicazione risale al 1917, per il Savremenik. Ancora studente a Vienna, a 21 anni pubblicò la prima raccolta di poesie (1920, Iza sunca, “Dietro il sole”). I suoi primi drammi furono Gospođa Dor (“La signora Dor”) e l'atto unico Pierrot i Colombina (“Pierrot e Colombina”). I due drammi vennero accettati dal Teatro popolare croato di Zagabria (Hrvatsko narodno kazalište), ma né l'una né l'altra vennero mai messe in scena. Di Pierrot i Colombina andò perso anche il testo originale mentre la Gospođa Dor sarebbe stata pubblicata solo nel 1931. 

In questo periodo di dopoguerra terminò i propri studi e iniziò la sua carriera di medico, che non abbandonò mai, nonostante la sua attività letteraria. Nel 1927 a Zagabria venne messo in scena il dramma Vožnja (“La guida”). Da qui fino al 1946 i suoi drammi sarebbero stati tutti rappresentati allo Hrvatsko narodno kazalište (Teatro popolare croato) di Zagabria. Il dramma in quattro atti Zec (“Il coniglio”) venne messo in scena il 4 novembre 1932 per la regia di Alfonso Verli, e gli valse la Demetrova nagrada per l'anno 1932, premio per il miglior testo della stagione teatrale. Due anni dopo, il 15 maggio 1934, viene messo in scena Profesor Žic (“Il professor Žic”) per la regia di K. Mesarić: la prima di questa tragicommedia in tre atti ebbe uno straordinario successo. Seguono Na uglu (“Sull'angolo”, rappr. 1935) e Srna (“Il capriolo”, rappr. 1936). Il 30 gennaio 1939 è in scena la prima di U pozadini (regia Alfonso Verli), il terzo successo di Feldman. Gli valse lo stesso anno una seconda Demetrova nagrada. Sarà questa l'ultima grande opera di Feldman. Nel dopoguerra metterà in scena solo due drammi: nel 1946 Iz mraka (“Dall'oscurità”) e nel 1951 Doći će dan (“Verrà il giorno”, scritto nel 1947) al Teatro popolare di Karlovac.

## Opere

### Drammi
- Zec, Zagabria, Hrvatska revija, 1933.
- Iz mraka, Sarajevo, Svjetlost, 1946.
- Doći će dan, Karlovac, Gradski odbor Narodne fronte, 1947.
- U pozadini, Zagabria, Glas rada, 1951.
- Tri drame. Zec. U pozadini. Iz mraka, Zagabria, Matica hrvatska, 1955.
- Drame, Zagabria, Naprijed, 1964. In cui troviamo anche:
  - Vožnja, 1927.
  - Gospođa Dor, scr. 1920, pubbl. 1931.
  - Profesor Žic, 1934.
  - Na uglu, 1935.
  - Srna, 1936.

### Poesia
- Iza sunca (“Dietro il sole”), Zagabria, Vereš i drugovi, 1920.
- Arhipelag snova (“L'arcipelago dei sogni”), Sarajevo, 1927.
- Ratna lirika (“Lirica di guerra”), Zagabria, 1936.
- Pjesme (“Poesie”), Zagabria, Zora, 1955.
- Pitat će kako je bilo (“Chiederanno com'era”), Zagabria, Naprijed, 1959.
- Izabrane pjesme (“Poesie scelte”), Zagabria, Matica hrvatska, 1964.